# Travisia araciae
Travisia araciae is een borstelworm uit de familie van de Travisiidae. De wetenschappelijke naam van de soort werd voor het eerst geldig gepubliceerd in 2020 door Alexandra Rizzo en Sergio Salazar-Vallejo.